# Banchus epactius
Banchus epactius là một loài tò vò trong họ Ichneumonidae.